# Стефан Стевановић
Стефан Стевановић (Београд, 20. август 1988) је српски професионални боксер и некадашњи ИБФ (енгл. International Boxing Federation) омладински шампион у велтер категорији. Има 13 професионалних мечева, од чега 12 победа.

## Биографија
Стевановић је боксом почео да се бави заједно са братом Николом. Са 19 година прелази у професионалце. Први професионални меч имао је 09. септембра 2007. године у Београду против Румен Костова у којем је остварио и своју прву професионалну победу. Са 20 година постаје ИБФ омладински првак света у велтер категорији победивши Михаела Шубова.. Титулу је одбранио три пута, против Алексеја Евченка., Мтобиши Бутелезија и Карла Табагуе. У мају 2011., у мечу против Маријана Марковића, Стефан је доживео повреду и тај меч је прекинут. После годину дана паузе вратио се у ринг и остварио 11. победу у мечу против Владимира Тазика, нокаутом у другој рунди.